# Mivacuriu

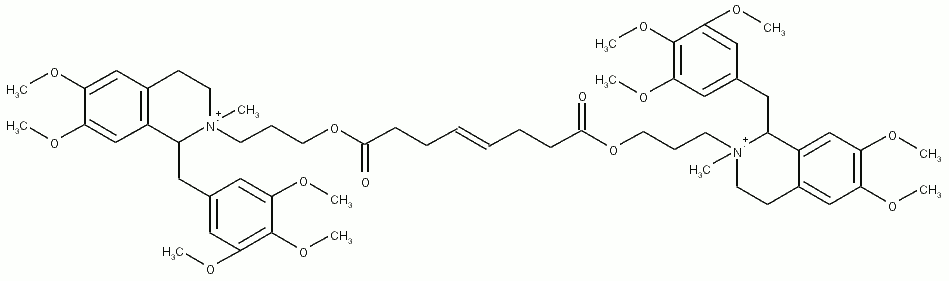
Nucleul de bază este nucleul bisbenzilizochinolinic,întâlnit la multe tipuri de alcaloizi cu diferite acţiuni

Mivacuriu (uneori mivacurium) este un depolarizant de scurtă durată, fiind utilizat ca adjuvant în anestezie.

## Farmacologie
Mivacurium este de fapt un amestec de 2 stereoizomeri, trans-trans (57%), cis-trans (36%), cis-cis, stereoizomeri care au aceeași intensitate a acțiunii egală cu fiecare în parte sau în amestec.
Mivacurium acționează la nivelul receptorilor colinergici de pe placa motorie, antagonizând efectul acetilcolinei.Acțiunea este antagonizată de către inhibitorii acetil colinesterazei de tipul neostigminei.

## Utilizare
Mivacurium sub formă de clorură este utilizat mai ales pentru facilitarea intubației traheale și pentru preveni relaxarea musculară pe timpul operației sau în timpul ventilării mecanice.